# برودنباخ
برودنباخ (به آلمانی: Brodenbach) یک شهر در آلمان است که در ماین-کبلنتس واقع شده‌است. برودنباخ ۶۶۱ نفر جمعیت دارد.